# Jacek Szczytko
Jacek Szczytko (ur. 1972) – polski fizyk, doktor habilitowany nauk fizycznych, specjalizujący się w fizyce ciała stałego i fizyce półprzewodników, adiunkt na Wydziale Fizyki Uniwersytetu Warszawskiego.

## Życiorys
W 1996 roku ukończył z wyróżnieniem studia na Wydziale Fizyki Uniwersytetu Warszawskiego, broniąc pracę pt. Magnetooptyczne badanie oddziaływania wymiennego s,p-d w GaAs domieszkowanym Mn. W 2001 roku na Uniwersytecie Warszawskim otrzymał stopień doktorski na podstawie rozprawy pt. Półprzewodniki półmagnetyczne grupy III-V, której promotorem był profesor Andrzej Twardowski. Habilitował się w 2015 roku na Wydziale Fizyki macierzystej uczelni na podstawie oceny dorobku naukowego i rozprawy pt. Właściwości optyczne plazmy w nanostrukturach półprzewodnikowych i metalicznych.
W latach 2001−2004 przebywał na stażu postdoktorskim w Politechnice Federalnej w Lozannie w Szwajcarii. W sierpniu 2007 roku był profesorem wizytującym na National Chiao Tung University w Tajwanie. Artykuły, których jest autorem lub współautorem są publikowane między innymi na łamach Acta Physica Polonica, Journal of Applied Physics, Chemical Communications oraz Physical Review E wydawanego przez American Physical Society.
Pełni funkcję pełnomocnika dziekana Wydziału Fizyki i koordynatora makrokierunku Inżynieria Nanostruktur, prowadzonego wspólnie z Wydziałem Chemii Uniwersytetu Warszawskiego. Laureat wyróżnienia Polskiego Towarzystwa Fizycznego za rok 2013, w dziedzinie popularyzacji fizyki oraz wyróżnienia w kategorii Opiekun Naukowy Roku 2016 przyznanego przez Studencki Ruch Naukowy.